# Tamás Pozsgai
Tamás Pozsgai (ungarisch Pozsgai Tamás; * 26. Juli 1988 in Dunaújváros) ist ein ungarischer Eishockeyspieler, der seit 2015 bei Budapest Jégkorong Akadémia HC (ehemals MAC Budapest) unter Vertrag steht und mit dem Klub seit 2020 erneut in der Ersten Liga spielt.

## Karriere
Tamás Pozsgai begann seine Karriere als Eishockeyspieler in der Jugendabteilung von Dunaújvárosi Acélbikák in seiner Geburtsstadt, für den er als 18-Jähriger in der ungarischen Eishockeyliga debütierte und später auch in der MOL Liga auf dem Eis stand. 2008, 2010, 2011 und 2012 wurde er mit dem Klub ungarischer Pokalsieger. Nachdem er mit der Mannschaft 2012 auch die MOL Liga gewonnen hatte und zum besten Verteidiger der Liga gewählt worden war, wechselte er zu Alba Volán Székesfehérvár. Mit dem Klub aus Mitteltransdanubien spielte er zwei Jahre in der Österreichischen Eishockey-Liga. 2014 kehrte er nach Dunaújváros zurück und spielt für seinen Stammverein wieder in der Erste Liga. 2015 schloss er sich dem Ligakonkurrenten MAC Budapest an, für den er seither spielt. 2018 gewann er mit MAC die MOL Liga und wurde auch ungarischer Meister. Im selben Jahr wurde er zum besten ungarischen Verteidiger gewählt. Von 2018 bis 2020 spielte er mit MAC in der slowakischen Extraliga. 2020 kehrte er mit dem Klub (zunächst in einer Spielgemeinschaft mit KMH Budapest) in die Erste Liga zurück.

### International
Für Ungarn nahm Pozsgai im Juniorenbereich an den U18-Weltmeisterschaften 2005 in der Division II und 2006 in der Division I sowie den U20-Weltmeisterschaften 2007 in der Division II und 2008 in der Division I teil.
Im Seniorenbereich stand er im Aufgebot seines Landes bei den Weltmeisterschaften der Division I 2011, 2012, 2013, 2014, 2015 und 2018, 2019 und 2022. Zudem vertrat er seine Farben bei den Qualifikationsturnieren für die Olympischen Winterspiele in Sotschi 2014, in Pyeongchang 2018 und in Peking 2022.

## Erfolge und Auszeichnungen
- 2005 Aufstieg in die Division I bei der U18-Weltmeisterschaft der Division II, Gruppe B
- 2007 Aufstieg in die Division I bei der U20-Weltmeisterschaft der Division II, Gruppe A
- 2008 Ungarischer Pokalsieger mit Dunaújvárosi Acélbikák
- 2010 Ungarischer Pokalsieger mit Dunaújvárosi Acélbikák
- 2011 Ungarischer Pokalsieger mit Dunaújvárosi Acélbikák
- 2012 Ungarischer Pokalsieger mit Dunaújvárosi Acélbikák
- 2012 Gewinn der MOL Liga mit Dunaújvárosi Acélbikák
- 2012 Bester Verteidiger der MOL Liga
- 2015 Aufstieg in die Top-Division bei der Weltmeisterschaft der Division I, Gruppe A
- 2018 Gewinn der Ersten Liga und ungarischer Meister mit MAC Budapest
- 2018 Bester ungarischer Verteidiger
- 2022 Aufstieg in die Top-Division bei der Weltmeisterschaft der Division I, Gruppe A

## ÖEHL-Statistik
(Stand: Ende der Saison 2013/14)